# Leichtathletik-Länderkämpfe mit deutscher Beteiligung 1942
| Leichtathletik-Länderkämpfe mit deutscher Beteiligung 1942 | Leichtathletik-Länderkämpfe mit deutscher Beteiligung 1942 | Leichtathletik-Länderkämpfe mit deutscher Beteiligung 1942 | Leichtathletik-Länderkämpfe mit deutscher Beteiligung 1942 |
| ---------------------------------------------------------- | ---------------------------------------------------------- | ---------------------------------------------------------- | ---------------------------------------------------------- |
|                                                            |                                                            |                                                            |                                                            |
| Länderkampf 1942, Männer: GER – ROU                        |                                                            |                                                            |                                                            |
| Breslau 16. August 1942                                    | Breslau 16. August 1942                                    | 1. GER 2. ROU                                              | 86 P 48 P                                                  |
| Chronik                                                    |                                                            |                                                            |                                                            |
| ← Länderkämpfe 1941                                        | ← Länderkämpfe 1941                                        | Länderkämpfe 1951 →                                        | Länderkämpfe 1951 →                                        |

Im Kriegsjahr 1942 fand der letzte Leichtathletik-Ländervergleich mit deutscher Beteiligung für viele Jahre statt. Es gab in dieser Saison nur noch eine einzige Begegnung, in der die Männer gegen Rumänien antraten. Die Frauen hatten ihren Länderkampfbetrieb bereits im Vorjahr eingestellt. Erst 1951 wurden wieder Leichtathletik-Ländervergleiche mit deutscher Beteiligung ausgetragen. Sechs Jahre nach Beendigung des Zweiten Weltkriegs waren dann auch Frauen wieder mit einbezogen.

## Durchführung von Sportveranstaltungen in Kriegszeiten
Natürlich waren die Begleitumstände in diesem zweiten Kriegssommer geprägt von den Ereignissen des Zweiten Weltkriegs, wenn auch längst noch nicht so einschränkend wie in den Jahren danach. Sportveranstaltungen wurden in Deutschland in den ersten Kriegsjahren möglichst uneingeschränkt, allerdings schon in geringerer Anzahl, durchgeführt. Das galt auch für die Leichtathletik-Länderkämpfe 1941. Intensiv wurde in Deutschland an der „Endlösung der Judenfrage“ gearbeitet, begleitet von tiefgreifenden Verbrechen gegen das jüdische Volk. Die Großmächte USA und Großbritannien begannen immer stärker damit, gemeinsam Widerstand gegen das Deutsche Reich zu leisten.

## Flagge des Deutschen Reichs
Mit dem Reichsflaggengesetz (RGBl. I S. 1145) verordnete der Reichstag vom 15. September 1935 an für alle offiziellen Anlässe des Deutschen Reichs den Einsatz einer neuen Reichsflagge. Auch für Sportereignisse und die Darstellung von Sportresultaten wurde im Deutschen Reich von da an diese Flagge eingesetzt. So lässt es sich nicht vermeiden, die Fahne mit dem Hakenkreuzsymbol im Sinne einer zeitgerechten Darstellung auch hier in Wikipedia-Artikeln zu verwenden.

## Bilanz
Wie schon im Vorjahr gab es im Aufeinandertreffen mit Rumänien einen deutschen Sieg. Die Männer hatten damit am Ende der Saison in ihren seit dem ersten Länderkampf 1921 insgesamt 69 Vergleichen 59 Siege erzielt und zehn Niederlagen erlitten. Nur gegen die USA hatte Deutschland noch keinen Erfolg vorzuweisen und beim einzigen Vergleich mit diesem Gegner den Kürzeren gezogen. Alle weiteren Bilanzen mit anderen Nationen außer Schweden (negativ) und Finnland (ausgeglichen) waren positiv und außer gegen England 1937 hatte es keine weitere Niederlage gegeben.
Bei den Frauen gab es keine Änderungen in ihrer positiven Bilanz. Sie hatten seit dem ersten Frauenländerkampf 1928 zehn Siege errungen, dagegen standen drei Niederlagen. Verloren hatten die Frauen zweimal gegen England und einmal gegen das Britische Empire. Jeweils einen Sieg hatte es gegeben gegen England und Japan, zweimal erfolgreich waren Deutschlands Leichtathletinnen gegen Italien, dreimal gegen die Niederlande und gegen Polen.
In der Gesamtsumme aller Länderkämpfe mit deutscher Beteiligung hatten Deutschlands Leichtathleten von 82 Vergleichen 69 gewonnen und dreizehn verloren. Zwei der Niederlagen stammten dabei aus zweiten Plätzen in von Schweden siegreich gestalteten Länderkämpfen mit mehr als zwei Nationen.

## Länderkampf der Männer gegen Rumänien
Am 16. August traten die deutschen Männer gegen Rumänien an. Es war das zweite Aufeinandertreffen der beiden Länder. Austragungsort war die schlesische Stadt Breslau. Gewertet wurde wie im letzten Jahr. In den Einzeldisziplinen war die Wertung umgekehrt ausgerichtet an der Platzierung, das heißt Pl. 1: 4 P, Pl. 2: 3 P, …, Pl. 4: 1 P. In den Staffeln wurden fünf zu drei Punkte vergeben. Deutschland siegte mit 86 zu 48 Punkten wieder sehr deutlichen Sieg.

## Hinweis/Einzelnachweis
1. ↑  Chronik 1941, guntram-von-schenck.de, abgerufen am 12. Dezember 2024
2. ↑  siehe auch Wikipedia-Beitrag 1941, vor allem Abschnitt 1.1.1.4 Die „Endlösung der Judenfrage“